# 江幡吉昭
江幡 吉昭（えばた よしあき、1975年11月24日）は、日本の遺言・相続の専門家。

2009年、経営者層の税務・法務・財務管理・資産運用を行う「アレース・ファミリーオフィス」を設立。以降、3000件以上の相続案件を解決に導いてきた相続のプロ。

現在は、アレースグループ代表の他、相続争い（争族） を避ける知見を幅広く認知してもらう目的で「一般社団法人相続終活専門協会」を設立し、理事に就任。アドバイザー業務、執筆、講演に幅広く活動中。

## 略歴
1999年　法政大学卒業後、住友生命保険に入社。その後、英スタンダードチャータード銀行にて最年少シニアマネージャーとして活躍。

2009年　資産家の財務・法務・資産運用の専門家集団を束ねる「アレース・ファミリーオフィス」設立。
　顧客利益最優先の視点から、これまで3000件以上の相続（争族）争いを解決。

2017年　「一般社団法人相続終活専門協会」設立。代表理事に就任。

## 著書
- 『資産防衛の新常識（幻冬舎2016年）[6]』
- 『500㎡以上の広い土地を引き継ぐための得する相続(アスコム2017)[7]』
- 『プロが教える相続でモメないための本（アスコム2019）[8]』

## 寄稿記事
- 現代ビジネス [9]
- 東洋経済オンライン [10]
- 幻冬舎ゴールドオンライン [11]